# 801 Grand
801 Grand, antes conocido como el Principal Building, es un rascacielos de 45 pisos en Des Moines, en el estado de Iowa (Estados Unidos). Lleva el nombre de su dirección a lo largo de Grand Avenue en el centro de la ciudad entre las calles 8 y 9, con High Street en el costado norte. Fue terminado en 1991. Con 190 metros, es el edificio más alto de Iowa. 
Es principalmente espacio de oficinas, ocupado en gran parte por su propietario, Principal Financial Group. Los tres pisos inferiores contienen espacio para comercios y restaurantes, incluido el 801 Chophouse, y proporcionan una conexión con el sistema de pasarelas elevada de Des Moines. Otros inquilinos incluyen Hutchison Dental, bufetes de abogados de McKee, Voorhees y Sease; Bradshaw, Fowler, Proctor y Fairgrave; y Faegre Baker Daniels.
Lo corona una pirámide octogonal revestida de cobre proporciona una señal única de la torre. El American Institute of Architects lo incluyó en su lista de los 50 edificios de Iowa más importantes del siglo XX.